# Yotsuba & !
Yotsuba & ! (よつばと！, Yotsuba to!, littéralement « Yotsuba et ! »), typographié Yotsuba&!, est un manga comique créé par Kiyohiko Azuma. Il est publié depuis mars 2003 dans le mensuel Dengeki Daioh de l'éditeur ASCII Media Works, anciennement MediaWorks, et a été compilé en seize volumes en février 2025. L'histoire dépeint les aventures quotidiennes d’une petite fille nommée Yotsuba qui découvre la vie et le monde qui l’entoure grâce à son père et à ses amis. On retrouve plusieurs personnages de Yotsuba & ! dans le one-shot Try! Try! Try!, prototype de la série.
La version française est publiée chez Kurokawa, et quinze tomes sont sortis en août 2021. Au Japon, la série connaît un énorme succès d'estime et commercial, ayant dépassé les neuf millions d'exemplaires vendus avec le volume 11. L'éditeur japonais a annoncé en novembre 2011 que la série avait été traduite en treize langues, totalisant plus d'un million d'exemplaires vendus à l’étranger dans 23 pays.
Yotsuba to, traduit par « Yotsuba et » en version française, constitue le titre de chaque chapitre suivi de la chose découverte par l'héroïne de la série, par exemple Yotsuba et le déménagement (よつばとひっこし, Yotsuba to hikkoshi).

## Histoire
Yotsuba & ! tourne autour de Yotsuba Koiwai, âgée de cinq ans. Petite fille adoptée, Yotsuba est pleine d’énergie, joyeuse, curieuse, bizarre et excentrique ; tellement bizarre et excentrique que même son père la trouve étrange. Elle ignore aussi beaucoup de choses qu’une enfant de son âge est censée connaître : les sonnettes, les escalators, la climatisation et les balançoires. Cette naïveté sera le moteur d’histoires drôles où Yotsuba apprend, et souvent comprend mal, les choses de la vie.
Au début de la série, Yotsuba et son père adoptif, monsieur Koiwai, ont déménagé dans un nouveau quartier avec l’aide du meilleur ami de Koiwai, un homme très grand surnommé Jumbo. Yotsuba impressionne beaucoup les trois filles de la famille Ayase (Asagi, Fûka et Ena), leurs nouveaux voisins. Beaucoup de ses mésaventures découlent de l'interaction avec elles.

## Analyse
L'histoire n’est pas une intrigue à suivre mais des saynètes basées sur des découvertes quotidiennes que fait Yotsuba, ce qui fait que le manga suit presque littéralement la vie quotidienne des personnages.
Azuma Kiyohiko dessine des mangas dont l'action est difficilement transposable hors du Japon ; bien que le vocabulaire utilisé soit simple, certains gags sont difficilement compréhensibles tels quels si l'on n'a pas une bonne connaissance de la culture japonaise. De même, certains aspects de la vie quotidienne japonaise tels qu'ils sont décrits pourront paraître étranges à des lecteurs occidentaux.
Bien que la série soit essentiellement comique, l'auteur introduit parfois de la gravité dans son scénario : ainsi, on apprend de manière brève, voire détournée, que Yotsuba n'est pas née au Japon, qu'elle a été adoptée par son père alors que celui-ci était en voyage dans un pays étranger, ou encore qu'elle a une peur maladive des motifs en forme d'œil[réf. nécessaire].

## Personnages

### Foyer Koiwai
Yotsuba Koiwai (小岩井 よつば, Koiwai Yotsuba) "Yotsuba" (よつば, Yotsuba)
Yotsuba est décrite comme une petite fille de 5 ans pleine d’énergie qui s’émerveille devant tout ce qu’elle découvre. Elle montre de la joie pour presque tout et son enthousiasme constant est contagieux. Avant d’emménager dans leur nouvelle maison, M. Koiwai et elle vivaient chez sa grand-mère. Avant cela, ils vivaient sur une île qui, d’après elle, se trouve vers « la gauche ». On ne sait rien de la naissance de Yotsuba, sauf qu’elle a été adoptée ailleurs qu’au Japon par Koiwai. Les gens qu’elle rencontre pour la première fois la prennent parfois pour une étrangère. Elle sait très bien nager, mais ne sait pas aussi bien dessiner qu’elle le pense.
Le prénom "Yotsuba" (よつば) peut être traduit par "quatre feuilles" et fait partie de la phrase yotsuba no kurōbā qui veut dire trèfle à quatre feuilles. Ses cheveux verts sont toujours noués en quatre couettes qui rappellent son prénom.
Yosuke Koiwai (小岩井　葉介, Koiwai Yosuke) "Papa" (とーちゃん, tō-chan)
Koiwai Yosuke  est le père adoptif de Yotsuba. Les circonstances de son adoption restent obscures. Il dit à Fûka qu'il s’est retrouvé à s’occuper d’elle un peu par hasard alors qu'il était à l’étranger, mais il n’en dit pas plus. Bien qu'il admette que Yotsuba soit un peu étrange, il peut aussi être parfois décalé,. Il est un peu fainéant et a pour habitude de porter un maillot de corps et un caleçon lorsqu’il travaille chez lui l’été et doit s’excuser plus d’une fois pour son manque de responsabilité. Il est traducteur et travaille de chez lui bien que nous ne sachions pas quelles langues il traduit, ni quels genres de textes. Sans tenir compte de ses compétences en tant que parent, Koiwai essaie d’être un bon père.

### Foyer Ayase
Les Ayase sont les voisins des Koiwai.
Asagi Ayase (綾瀬 あさぎ, Ayase Asagi)
Aînée des trois sœurs Ayase, Asagi est étudiante. Elle est très belle et aime taquiner les gens, surtout ses parents. Pour embêter Ena, son amie Torako dit d’elle qu’elle est horrible. C’est elle qui arrive le mieux à gérer Yotsuba, et sa mère dit qu’elle ressemblait beaucoup à Yotsuba lorsqu’elle était petite. Il est possible que l’insolence d’Asagi vienne du fait que sa mère la taquinait lorsqu’elle était enfant. Par exemple, lorsqu’Asagi trouva un trèfle à quatre feuilles, Mme Ayase lui demanda de ramener un trèfle à cinq feuilles à la place,.
Fuka Ayase (綾瀬 風香, Ayase Fūka)
La deuxième sœur, Fuka, a 16 ans et est en première. C’est la plus responsable des sœurs. Lors de la première visite de Yotsuba à son lycée, un étudiant l’appelle « vice-présidente ». Sans le vouloir, elle aide souvent les Koiwai et leurs excentricités la troublent plus que quiconque. Les autres personnages taquinent souvent Fuka, surtout sur son style et son sens de l’humour. Elle adore les t-shirts aux dessins bizarres ou intéressants et les mauvais jeux de mots, ce qui irrite Asagi.
Ena Ayase (綾瀬 恵那, Ayase Ena)
Ena, la cadette, a quelques années de plus que Yotsuba et est sa camarade de jeu la plus fréquente. Elle est très raisonnable pour son âge et essaie de se responsabiliser en recyclant et en limitant l’utilisation qu’elle fait de la climatisation. Ses tentatives pour préserver les sentiments de Yotsuba la conduisent parfois à lui raconter des petits mensonges innocents, comme en complimentant ses dessins ou en la laissant croire que le costume en carton de Miura est un vrai robot qui s’appelle, dans la version française, Cartox  (ダンボー, Danbō). Ena aime dessiner (elle a beaucoup de talent) et jouer avec ses peluches, soit toute seule, soit accompagnée de Yotsuba. Elle n’est pas douillette et est même enthousiaste à l’idée de toucher des grenouilles et de vider des poissons vivants.
Mme Ayase (綾瀬家の母, Ayase-ke no Haha) "Maman" (かーちゃん, kā-chan)
La mère des sœurs Ayase reçoit très souvent la visite de Yotsuba. Contrairement à ses filles, cela ne semble pas la déranger que Yotsuba l’appelle « maman ». Asagi l’énerve souvent, probablement parce que, comme l’a observé son mari, elles ont des personnalités similaires. Mme Ayase est gourmande, avec un penchant pour la glace, les gâteaux et autres desserts.
M. Ayase (綾瀬家の父, Ayase-ke no Chichi)
Le père des sœurs Ayase est rarement à la maison, du moins pendant la semaine. Bien que sa profession ne soit pas mentionnée, il a l’air d’être salaryman, un employé de bureau. Asagi plaisante souvent sur ses absences et son effacement, allant jusqu'à parler de lui au passé comme s’il était décédé. À part cela, ses relations avec le reste de la famille semblent bonnes.

### Les amis
Takashi Takeda (竹田 隆, Takeda Takashi) "Jumbo" (ジャンボ, Janbo)
C’est un ami de Koiwai et Yotsuba qui connaît Koiwai depuis la maternelle. Mesurant 2,10 m, il fait paraître les autres gens tout petits, surtout Yotsuba. Tout le monde l’appelle par son surnom Jumbo (Jumbo désigne une personne très grande en anglais). Quand Fûka apprend son vrai nom, Takashi Takeda, elle le trouve étonnamment banal. Il travaille au magasin de fleurs de son père. Il aide les Koiwai à emménager et leur rend souvent visite ; il est presque considéré par Yotsuba comme un membre de la famille.
Jumbo est un pince-sans-rire plein d’esprit dont les blagues laissent perplexes la famille Ayase. En même temps, il est impulsif et organise parfois de manière spontanée des activités pour les enfants, comme aller à la pêcher et observer les étoiles. Lorsqu’il est comme ça, une rivalité sans conteste commence avec Miura, dont passer une journée à Hawaï lorsqu’il apprend qu’elle part à l’étranger. Il développe un engouement certain pour Asagi lors de leur première rencontre. Cependant, il est très nerveux en présence des femmes et ne peut pas agir. Au lieu de cela, il utilise l’amitié que Yotsuba a pour Asagi pour se rapprocher d’elle, bien que ses plans se retournent généralement contre lui.
Miura Hayasaka (早坂 みうら, Hayasaka Miura)
Miura est une amie et camarade de classe d’Ena. Elle est un peu garçon manqué et brusque dans son apparence et son discours (on le voit bien dans la version japonaise: voir sexe du locuteur en japonais parlé). Elle peut être parfois très directe et insensible et elle contre-attaque à la manière de Tsukkomi lorsqu’elle sent que l’on se moque d’elle. À cause de cela, Miura semble moins sympathique et attentive qu’Ena, mais elle est consciente des sentiments des autres. Par exemple, elle se rend tout de suite compte que Jumbo en pince pour Asagi et utilise cela à son avantage. Elle est aussi très douillette: quand Jumbo emmène les enfants pêcher, Miura refuse de toucher les appâts vivants et utilise des œufs de saumon à la place, elle se cache pendant que Jumbo et Ena nettoient leurs prises ; elle est aussi terrifiée par une grenouille que Yotsuba a attrapée. Miura porte souvent des vêtements sportifs (comme des t-shirts des Lakers de Los Angeles et des Dodgers de Los Angeles) et roule à monocycle. Un jour, Jumbo l’appelle Lamborghini Miura pour la taquiner. Elle est assez rusée et arrive facilement à forcer les gens pour les convaincre de lui faire une chose précise.
Torako (虎子)
Torako est une amie d’Asagi qui va à la même université qu’elle. Flegmatique, elle fume et conduit, et elle représente avec son style garçon manqué une figure un peu plus rebelle que son amie Asagi. Elle n’a pas l’habitude des jeunes enfants et elle ne sait pas toujours comment réagir face aux facéties de Yotsuba. Son prénom veut dire "tigre" (虎, tora) "fille" (子, ko). Dans les premiers chapitres où elle apparaît, une ambiguïté plane sur son sexe, et la description que Yotsuba fait d'elle (tabac, voiture) fait croire à Jumbo qu'il s'agit d'un homme. Yotsuba l’appelle fréquemment simplement Tora (“tigre”). Elle s’intéresse à la photographie, cependant, elle n'a pas vraiment d'argent, elle a un appareil photo d'occasion, un simple vélo pliable et la vieille voiture de son père.
Yanda (ヤンダ) Yasuda (安田)
Yanda, dont on ne connait pas le prénom, est un ami commun de Koiwai et Jumbo, dont il est sous-entendu qu'ils ont fréquenté la même école, Yanda étant plus jeune que Koiwai et Jumbo. Bien qu’il soit mentionné dès les 1er et 4e chapitres (lorsque Jumbo dit qu'"on ne peut pas compter dessus" car il donne une excuse bidon pour ne pas aider Koiwai à emménager), il n’apparaît visuellement pour la première qu’au chapitre 30. Il est assez puéril comme le montrent les petits coups fourrés qu’il fait à Yotsuba. Par exemple, la corrompre avec des bonbons qu’il reprend lorsqu’il voit que son plan n’a pas fonctionné, manger sa glace ou lui faire des canulars téléphoniques. Il adore taquiner Yotsuba et être son tortionnaire. Il vit de paie en paie et dit à Koiwai qu’il mange du rāmen instantané parce qu’il n’est pas payé avant la fin du mois et des plats surgelés le reste du temps.
Hiwatari (日渡)
Hiwatari, dont on ne connaît pas le prénom, est une amie de lycée de Fuka qui est dans la même année qu’elle. Elle apparaît officiellement pour la première fois au chapitre 45 quand elle rend visite à Fuka et reconnaît Yotsuba à la suite de sa visite au lycée au chapitre 40. Hiwatari est un peu excentrique. Les personnages la surnomment Chantée (しまうー, Shimaū) à la suite d'une erreur qu’elle a faite le jour où elle s’est présentée à la classe (en japonais, quand shimau est utilisé comme verbe auxiliaire, il peut vouloir dire faire quelque chose par accident, en France la traductrice a choisi de l'appeler Chantée en adaptant le gag en : "je suis chanté de faire votre connaissance").

## Développement
En 1998, Azuma publia un manga one-shot et deux webcomics intitulés Try! Try! Try!, dans lesquels Yotsuba, Koiwai, Fuka et Asagi font leur première apparition. Bien que certains de ces personnages, y compris Yotsuba, restent à peu près les mêmes dans Yotsuba & !, Fuka est très différente : elle est plus méchante et son nom ne s’écrit pas pareil (dans Try! Try! Try!, son prénom est écrit en kanji et veut dire vent d’été ; dans Yotsuba & !, il veut dire vent parfumé).

## Médias
Malgré la popularité du manga et le succès de Azumanga Daioh, aucune adaptation en dessin animé n'a été autorisée. Le 15 mai 2005, sur son site internet, Azuma annonça qu’aucun projet de dessin animé n’était alors prévu ; il réitéra sa déclaration le 5 décembre 2008, déclarant que l’histoire et le style de Yotsuba & ! ne se prêtaient pas au format du dessin animé.

### Manga
Le manga est écrit et illustré par Kiyohiko Azuma et publié par ASCII Media Works dans le shōnen (destiné aux garçons adolescents) du magazine manga Dengeki Daioh depuis mars 2003. Les chapitres ont été rassemblés dans 16 volumes à la date de 2025;.
La licence de la version française est détenue par Kurokawa. La version anglaise de Yotsuba & ! a été dans un premier temps publiée par ADV Manga, qui sortit 5 volumes entre 2005 et 2007 avant d'abandonner la licence, reprise ensuite par Yen Press. En Espagne c'est Norma Editorial qui sort le titre, en Allemagne Tokyopop Germany, en Italie Dynit, en Finlande par Punainen jättiläinen, en Corée Daiwon C.I., à Taiwain Kadokawa Media, au Vietman par TVM Comics, et en Thaïlande par NED Comics.
Chaque chapitre de Yotsuba & ! se passe pendant une année commune commençant un mercredi, d'après des indices relevés dans certains volumes. Dans un premier temps, cette année semblait être l'année 2003, année du début de la publication du manga, mais Azuma déclara que le manga se passait dans le présent, ce qui semble confirmé par l’apparition de produits sortis après 2003, comme la console Nintendo DS dont se sert M. Ayase au chapitre 42.
L'action se situe donc dans un présent intemporel. Bien que l'œuvre soit ponctuée de nombreuses références aux jours et aux événements saisonniers, il est difficile d'affirmer qu'une année précise est visée. Cependant, les 12 premiers volumes s'étalent sur une période très courte, de quelques semaines seulement, qui commence dans le volume 1 avec le début des vacances scolaires japonaises, soit fin juillet.

### Calendriers
Des calendriers journaliers et mensuels sont sortis tous les ans depuis 2005, bien que le calendrier mensuel de 2009 ne soit pas sorti à cause d'un manque de temps d’Azuma. L’édition du calendrier de 2005 comptait des images de Yotsuba jouant avec des animaux : lions, zèbres et kangourous. Celles de 2006, 2007, 2008 et 2010 comprenaient des photos retouchées montrant Yotsuba jouant avec d’autres enfants ou allant chercher un ballon. Les photos sont de Miho Kakuta et les dessins d’Azuma. Les calendriers journaliers sont un mélange de dessins originaux et provenant du manga, avec parfois des légendes et des objets drôles. Par exemple, un jeu de shiritori avait été mis en place tout au long du calendrier de 2006.
Les calendriers journaliers vont d’avril à mars ce qui correspond à l’année scolaire et fiscale japonaise.
Le calendrier 2010 est sorti en novembre 2009.

### Musique
Deux CD Yotsuba & ! sont sortis, les deux étant purement instrumentaux. Les morceaux ont été créés pour suggérer des images mentales d’événements évoqués dans les titres. Les deux albums ont été écrits par Masaki Kurihara et joués par le Kuricorder Pops Orchestra, qui avait aussi travaillé sur la bande originale d’Azumanga Daioh.
- Le premier album, Yotsuba&♪, est sorti en avril 2005 et suit Yotsuba tout au long d’une journée ordinaire[44].
- Le deuxième album, Yotsuba&♪ Music Suite (General Winter), est sorti en novembre 2006 et est une description de l’hiver et des célébrations des fêtes de fin d’année[45]. "General Winter" (冬将軍, Fuyu Shōgun?) est une personnification des hivers rudes, comparable à Jack Frost.

## Accueil
Contrairement à Azumanga Daioh qui est un manga en quatre cases, Yotsuba & ! est dessiné dans une page entière, offrant de plus grandes possibilités artistiques,. Le travail qu’Azuma a fait sur Yotsuba & ! est reconnu comme étant un art pur,, aux décors détaillés, et aux visages expressifs,. Azuma est aussi félicité pour son ton joyeux,, les tranches de vie qu’il raconte, son écriture légère,,, et ses personnages excentriques mais réalistes, surtout Yotsuba,,,,.
The Comics Reporter décrit le manga comme « la lecture d'une lettre d'amour écrite par un enfant de 2-5 ans » et un journaliste d'Anime News Network a comparé la capacité qu'a Azuma à capturer « l'émerveillement de l’enfance » à Calvin et Hobbes de Bill Watterson. The Complete Guide décrit la série comme un manga « léger, qui rend de bonne humeur, comme un jour d'été sans fin ». Nicolas Penedo d'Animeland déclara que « avec Yotsuba, on se retrouve plongé dans le monde merveilleux de l'enfance », et présente le volume 8 comme « un magnifique manga pour les petits et les grands ». BD Gest fait l'éloge des personnages secondaires, disant d'eux qu'ils sont immédiatement reconnaissables et qu'ils pimentent l'histoire chacun à leur manière. Cependant, on a reproché à Azuma ses personnages trop parfaits, d’utiliser des expressions et réactions incroyable et de faire durer certaines blagues un peu trop longtemps.
Yotsuba & ! est très populaire auprès des lecteurs comme auprès des critiques. Par exemple, le volume 6 de la série s’est retrouvé 3e meilleure vente de manga sur Amazon.co.jp au 1er semestre 2007 et le volume 8, 2e meilleure vente au Japon en 2008,; les volumes 7 et 8 étaient tous les deux numéro 2 dans le classement de Tohan la semaine de leur sortie,. Le volume 8 s’est vendu à plus de 450 000 exemplaires en 2008, le propulsant dans le top 50 des meilleures ventes de l’année dans le classement d’Oricon. Les cinq premiers volumes traduits en anglais étaient dans le top 100 des ventes de roman graphique aux États-Unis le mois de leur sortie,.
Le premier volume est par ailleurs le Livre du Mois en juin 2005 dans Newtype Magazine. La série est dans la liste des 20 meilleurs mangas de 2005 de Publishers Weekly[réf. nécessaire] et l'un des meilleurs mangas de 2006 par l'équipe du  Comics Journal, et YALSA.

### Hommages
Une exposition artistique de Yotsuba & ! a eu lieu à la Gallery of Fantastic Art de Tokyo du 2 au 17 décembre 2006. L'article principal du numéro de mai 2009 du magazine de design Idea faisait l'étude de Yotsuba & !, en particulier sur le design du livre, les dessins et comment les éditions traduites étaient traitées,. Une autre exposition a lieu en mars 2011[réf. nécessaire].

### Distinctions
En 2006, Yotsuba & ! a reçu le Prix d'Excellence des Mangas du Japan Media Arts Festival, le jury faisant l'éloge des personnages pleins de vie et de la douce atmosphère. En 2008, Yotsuba & ! est sélectionné au 12e Prix culturel Osamu Tezuka et dans la catégorie Meilleure Publication pour la Jeunesse au Will Eisner Award mais ne gagne pas les prix. La même année, il remporte la deuxième place du prix Manga Taishō. En 2016, la série reçoit le grand prix du Prix culturel Osamu Tezuka, à égalité avec Hanagami Sharaku de Kei Ichinoseki.

### Documentation
- Paul Gravett (dir.), « Les années 2000 : Yotsuba & », dans Les 1001 BD qu'il faut avoir lues dans sa vie, Flammarion, 2012 (ISBN 2081277735), p. 790.